# سيادة المستهلك
تُعتبر سيادة المستهلك (بالإنجليزية: Consumer sovereignty)‏، مفهومًا اقتصادياً يُشير إلى القوة المسيطرة للمستهلكين، وهو المبدأ الذي أساسه كُل فرد هو أفضل من يحدد ويحكم ما يمكن أن يجعله أفضل حالاً. وهو مُصطلح يستخدم أيضاً كافتراض أن إنتاج السلع والخدمات يتم تحديدها من خلال طلب المستهلكين. وبمفهوم آخر يدل سيادة المستهلك على أن المستهلك هو الذي يحدد صفات ونوعية السلع المنتجة في المجتمع يتم ذلك بشكل جماعي ومن خلال ما يسمى بآلية العرض والطلب.
وصف هذا المفهوم ويليام هارولد هات في كتابه «الاقتصاديون والجمهور: دراسة للمنافسة والرأي» (1936). ومع ذلك، كان هات نفسه دائماً حذراً من المطالبة بالائتمان لهذا المصطلح. على الرغم من كونه لم ينوي إقامة أي نظرية مبنية على هذا المفهوم.